# Peugeot EX1
La Peugeot EX1 est un concept car électrique Peugeot présenté en 2010.

## Caractéristiques
La Peugeot EX1 est un roadster biplace 4×4 roues motrices, conçu pour célébrer les 200 ans de la marque Peugeot.
Le modèle a des liens de parenté  pour son architecture avec les Peugeot Asphalte, Peugeot 20Cup, et adopte les codes stylistiques Peugeot de la Peugeot SR1. Des éléments en aluminium poli structurent le pourtour des portes, en clin d’œil aux RCZ et concept BB1, il est équipé de deux moteurs électriques d'une puissance totale de 250 kW / 340 ch alimentés par des batteries lithium-ion d’une capacité de 30 kWh pour une autonomie de 450 km. Ces moteurs délivrent un couple maximum et constant de 240 N m à l'avant et à l'arrière.
Sa ligne est signée par le designer Olivier Gamiette
Du côté des performances, l’EX1 passe de 0 à 100 km/h en seulement 2,24 secondes pour atteindre une vitesse maximale de 260 km/h en 5,1 secondes.

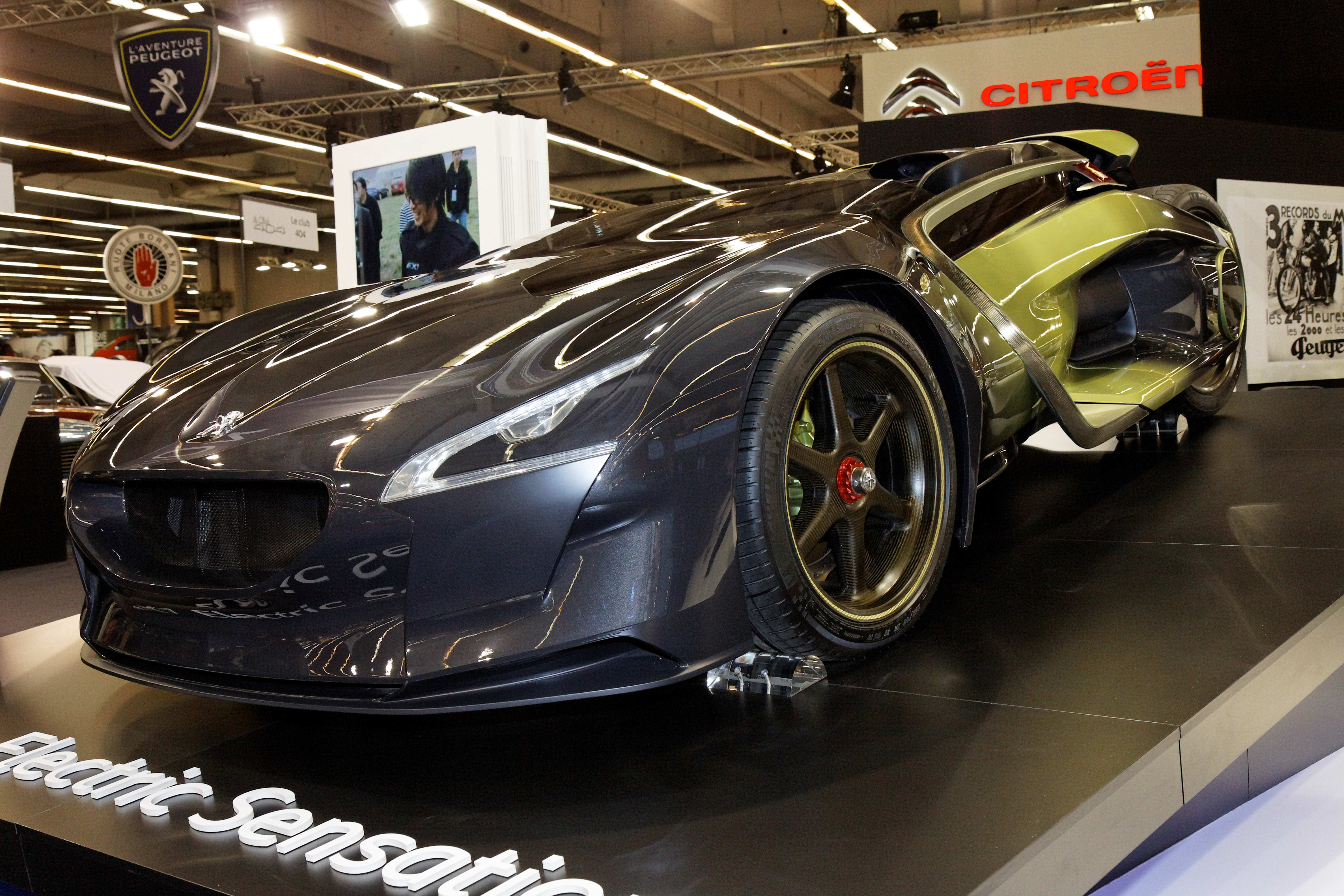
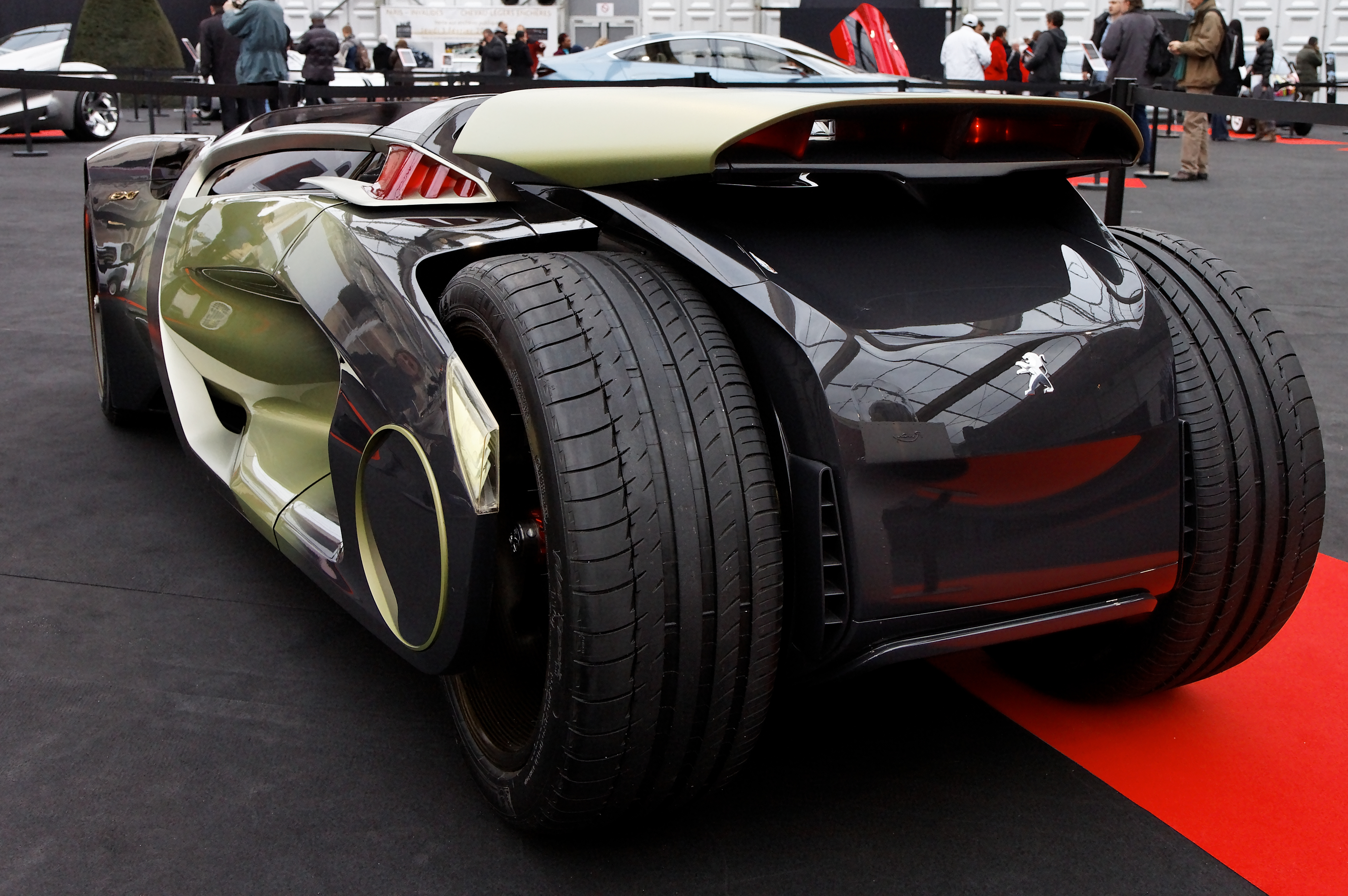
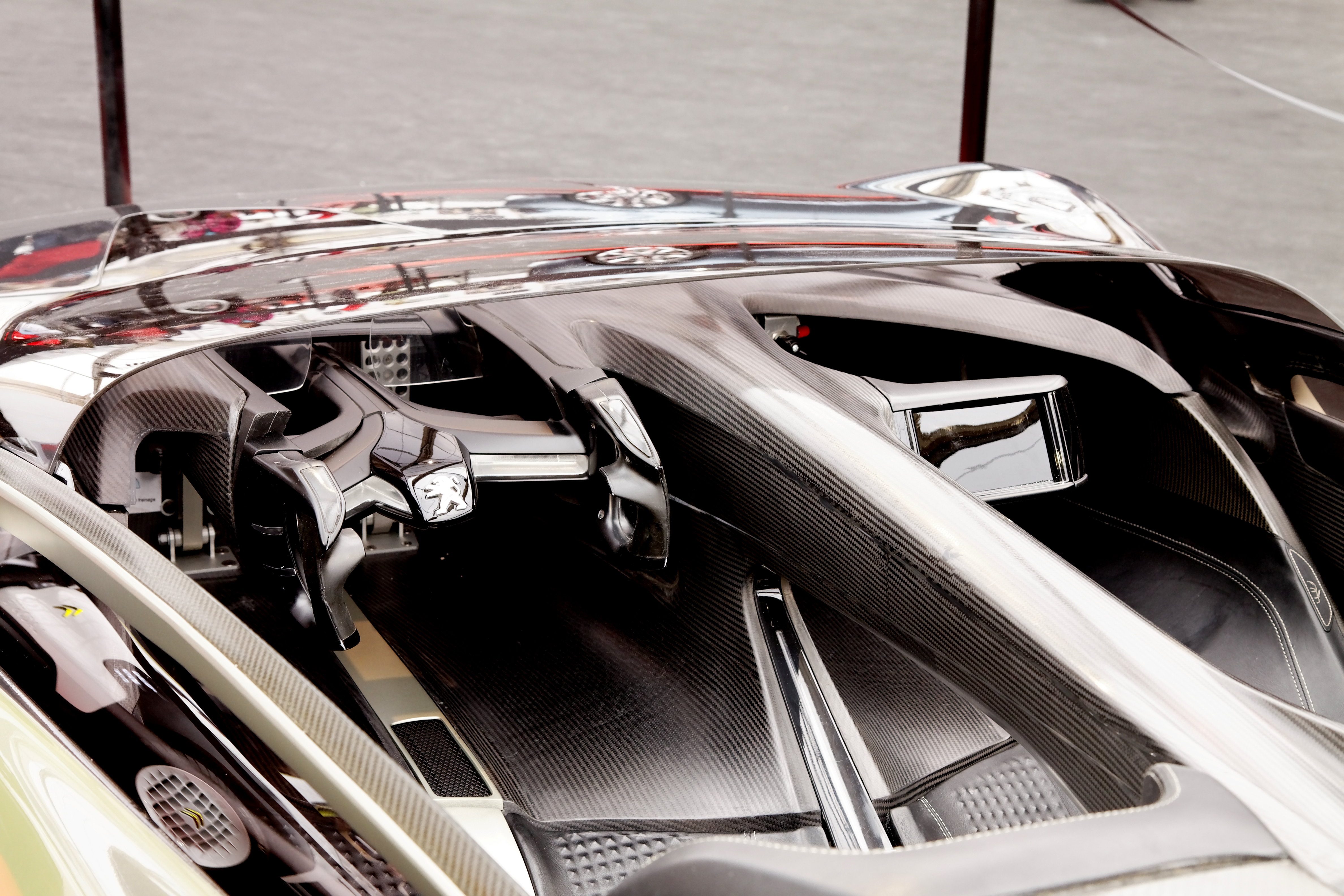

## Six records du mondeFIAbattus sur la piste de l’Autodrome de Linas-Montlhéry
(Catégorie A - Groupe VIII, et classe 1) 
- 1/8 mile / 8,89 s / 81,44 km/h
- 1/4 mile / 14,40 s / 100,42 km/h
- 500 m / 16,81 s / 107 km/h
- 1/2 mile / 23,85 s / 121,441 km/h
- 1 000 m / 28,16 s / 127,8 km/h
- 1 mile / 41,09 s / 140,97 km/h

Ces performances ont été réalisées avec l'aventurier Nicolas Vanier comme pilote.